# Astrid Kirchherr
Astrid Kirchherr (Hamburgo, 20 de maio de 1938 – 12 de maio de 2020) foi uma fotógrafa e artista alemã.

## Biografia
No período em que os Beatles passaram fazendo concertos em uma casa noturna de Hamburgo (Kaiserkeller), conheceram o artista plástico Klaus Voormann e este, posteriormente, acabou levando a então namorada para conhecer o grupo. Começou daí o envolvimento da fotógrafa com o conjunto e principalmente com o então baixista Stuart Sutcliffe. Os dois apaixonaram-se, o que acarretou na saída do "quinto" Beatle. Ela foi a responsável pelo estilo de corte de cabelo e pelo design dos ternos dos Beatles, sendo dela também os registros fotográficos deste período inicial da banda de Liverpool durante a estada em Hamburgo.
Morreu no dia 12 de maio de 2020 aos 81 anos.